# Plaxico Burress
Plaxico Antonio Burress (Norfolk, Virgínia, 12 de agosto de 1977) é um ex-jogador de futebol americano que atuava como wide receiver na National Football League. Draftado pelo próprio Steelers em 2000, Burress foi campeão do Super Bowl XLII com o New York Giants em 2008.

## Biografia
Ele foi suspenso pela NFL em 2009, quando deu um tiro em sua própria perna com uma arma enquanto estava numa boate. Ele então foi preso por porte ilegal de arma, pois esta não estava registrada. Em 2011, contudo, foi solto da cadeia e recebeu o perdão da Liga e voltou a atuar como profissional. Em 2013, assinou com os Steelers, time em que ele fez sua estreia profissional na liga.